# 소라 버치
소라 버치(Thora Birch, 1982년 3월 11일 ~ )는 미국의 배우, 제작자, 감독이다. 유명 포르노 영화 《딥 스로트》(1972)에 함께 출연했던 전직 포르노 배우 부부 캐럴 코너스와 잭 버치 사이에서 태어난 외동딸이다. 《파라다이스》(1991), 《패트리어트 게임》(1992), 《호커스 포커스》(1993), 《다저스 몽키》(1994), 《나우 앤 덴》(1995)과 같은 영화를 통해 1990년대에 어린이 배우로 각광 받았다. 《아메리칸 뷰티》(1999)를 통해 성인 관객 대상 영화로 성공적으로 옮겨가면서 2000년 제53회 영국 아카데미 영화상 여우조연상 후보에 올랐으며, 《판타스틱 소녀백서》(2001)를 통해 2002년 제59회 골든 글로브상 코미디·뮤지컬 영화 부문 여우주연상 후보에 지명되었다.

## 출연 작품

### 영화
- 파라다이스 (1991)
- 패트리어트 게임 (1992) - 샐리 라이언 역
  - 긴급 명령 (1994)
- 호커스 포커스 (1993)
- 다저스 몽키 (1994)
- 나우 앤 덴 (1995)
- 아메리칸 뷰티 (1999)
- 여기보다 어딘가에 (1999)
- 던전 드래곤 (2000)
- 판타스틱 소녀백서 (2001)
- 더 홀 (2001)
- 자본주의: 러브 스토리 (2008) - 본인 (다큐멘터리)
- 데드라인 (2009) - 루시 역
- Petunia (2012) - 비비언 역
- The Competition (2018)
- 어페이즈 오브 스테이트 (2018, Affairs of State)
- 샌프란시스코의 마지막 흑인 사나이 (2019)
- Above Suspicion (2019)

### 텔레비전
- 천재소년 두기 (1989)
- 제3의 눈 (1995)
- 천사의 손길 (1997)
- My Life as a Teenage Robot (2005) - 애니메이션
- 콜로니 (2016)
- 워킹 데드 (2019-20)